# The Diviner
«El Adivino»  —título original en inglés: «The Diviner» — es el décimo episodio de la tercera temporada de la serie de televisión posapocalíptica, horror Fear the Walking Dead. Se estrenó el 10 de septiembre de 2017 junto con el episodio de estreno de mitad de temporada "Minotaur". Estuvo dirigido por Paco Cabezas y el guion estuvo a cargo de Ryan Scott.

## Trama
Madison le informa a Walker que el acuífero del rancho se está secando, y ellos llevan un camión cisterna a un bazar en Mexicali para negociar por agua. Encuentran a Strand que tiene deudas con las autoridades. Madison usa el oro de Walker para comprar su libertad. En el rancho, los nativos supervisan la distribución del agua, lo que genera tensiones. La milicia ve a Nick como el sucesor de Troy y él les advierte que esperen el momento oportuno. Alicia intenta evitar las disputas por el agua, pero termina provocando un motín al revelar que solo tienen seis semanas de agua. Los nativos intentan tomar posesión del pozo principal, pero Nick, armado con la última pistola de los ganaderos, encabeza una sentada. Hay una carrera de agua, drenando el acuífero. La milicia avanza sobre los guardias nativos pero en el último momento se inspiran en los esfuerzos por abrir un nuevo pozo.

## Recepción
"The Diviner", junto con el estreno de mitad de temporada "Minotaur", recibió críticas muy positivas de la crítica. En Rotten Tomatoes, "The Diviner" obtuvo una calificación del 86%, con una puntuación promedio de 7.25 / 10 basada en 7 reseñas.
En una revisión conjunta junto con el episodio de estreno de mitad de temporada "Minotaur", Matt Fowler de IGN le dio a "The Diviner" una calificación de 8.4/10.0, indicando; "Las cosas se sintieron apresuradas y forzadas cuando se trataba de revelar secretos (y no se produjeron consecuencias reales) en los estrenos de mitad de temporada de Fear the Walking Dead, pero en general estos fueron capítulos sólidos con algunas escenas geniales que definieron a los personajes"
Por el contrario, David S.E Zapanta de Den of Geek le dio a "The Diviner" una revisión más negativa, con una calificación de 2.5 / 5, indicando; "Nos quedan seis episodios, así que todavía hay tiempo para que AMC cambie las cosas. Hasta entonces, estoy apoyando a los zombies. Y tal vez a Alicia. Pero sobre todo a los muertos vivientes."

### Calificaciones
"The Diviner" fue visto por 2,14 millones de espectadores en los Estados Unidos en su fecha de emisión original, lo mismo que la calificación del episodio anterior de 2,14 millones.